# Put On Your White Sombrero
«Put On Your White Sombrero» — песня, подготовленная группой ABBA для записи на альбом Super Trouper 1980 года. Эта песня, записанная к сентябрю того года в Polar Studios, так и не вошла в итоговый трек-лист альбома: после того как группа записала десятую и последнюю песню для альбома, заглавный трек, ставший одной из наиболее успешных за всю историю группы, — они решили положить «Put On Your White Sombrero» на полку.
Песня представляет собой среднюю по темпу балладу в стиле «латино», со словами испанского происхождения вроде «бандана», «сеньорита» и «caballero»; авторы — Андерссон и Ульвеус, ведущий вокал — Анни-Фрид Лингстад и смешанный бэк-вокал Лингстад и Агнеты Фельтског. Песня оставалась в архивах Polar Music до 1994 года, когда она дебютировала в компиляции Thank You For The Music, и впоследствии была выпущена как бонусный трек на расширенных релизах альбома Super Trouper и в собрании 2005 года The Complete Studio Recordings. Также песня вышла как сингл на сборнике 1996 года ABBA Gold, став, таким образом, последним синглом группы.
Инструментальная вставка в конце «Put On Your White Sombrero» «выжила», будучи использованной в других песнях ABBA, во время записи треков для компиляции The Singles: The First Ten Years осенью 1982 года. Новый текст и аранжировки воплотились в песне «Cassandra», одной из самых последних композиций, записанных группой до распада. «Cassandra» вышла в качестве второй стороны для сингла «The Day Before You Came».
В 1996 году немецкий лейбл ABBA выпустил CD EP, включавший следующие треки:
1. «Put On Your White Sombrero»
2. «Dream World»
3. «¡Dame! ¡Dame! ¡Dame!»

## Кавер-версии
- Бельгийская певица Дана Виннер записала кавер-версии песни как на английском, так и на голландском языке для её альбома 1999 года Geef Me Je Droom.
- Ещё одна версия на голландском, 'Kind van de wind', была записана голландцем Бенни Нейманом.